# Luis Anaya Amorós
Luis Anaya Amorós (Cieza, circa 1866 - ibidem, 1951) fue un empresario e inventor español. Su actividad en la primera mitad del siglo XX estuvo primordialmente dedicada a la mecanización de la producción textil murciana, si bien realizó también algunas aportaciones tecnológicas a otros ámbitos, como un precedente del cajero automático.

## Biografía

### Inicios empresariales
Luis Anaya nació en la década de 1860, en el seno de una familia proveniente de la localidad alicantina de Elda. El inicio de su vida laboral tuvo como escenario el Bazar Anaya, un comercio familiar situado en la calle San Sebastián de Cieza que regentó y del que se sirvió para actuar como representante en la ciudad de la fábrica francesa de pianos Chassaigne Frères, cuyos artículos estaban a la venta en el establecimiento de los Anaya. La defensa de sus intereses empresariales le condujo a ingresar en la Cámara Agrícola, Industrial y Mercantil del Río Segura, una asociación constituida en Abarán el 7 de mayo de 1900. Las aspiraciones de Anaya Amorós pronto sobrepasaron el ámbito mercantil, y la minería fue el primer ramo en el que decidió invertir su capital: en septiembre de 1905 solicitaba junto a uno de sus hermanos registro público de la mina Matilde, con la que pretendía explotar un yacimiento de sal alcalinotérrea en la sierra de Ascoy, y para 1910 era director gerente de varias minas de hierro en la misma cadena montañosa.
No terminando de reportarle los beneficios que esperaba la extracción de minerales en ese periodo, abandonó ese proyecto en favor de otro, integrado también en el sector secundario. El hilado del esparto era desde finales del siglo XIX una industria incipiente en Cieza, con trabajos manuales y penosos ejercidos fundamentalmente por mujeres. Luis Anaya había sido testigo de esta circunstancia, y percibió que la mecanización podría tanto aliviar el esfuerzo de las operarias como mejorar la calidad de la mercancía y diversificar los usos del esparto, una materia prima que hasta el momento había quedado relegada a un espacio testimonial por una Revolución Industrial cuya manufactura textil disponía masivamente de algodón y, en menor medida, seda. Para este propósito se asoció al ingeniero británico Bernard Haslip Brunton, quien se instaló en Cieza en 1896 y en 1909 ratificó su primera patente, una máquina de rodillos para machacar la fibra. Tres años más tarde, y una vez Anaya Amorós hubo cosechado en Barcelona el apoyo de importantes inversores, tuvo lugar la fundación de la sociedad Manufacturas Mecánicas de Esparto, participada por ambos y en la que el español se desempeñó como gerente de la factoría.

### Consolidación como industrial
El año 1913 resultó propicio para la actividad económica y técnica de Luis Anaya. Al margen de la inauguración de Manufacturas Mecánicas de Esparto, en marzo Anaya y Brunton inscribieron la patente de «una caja repartidora de un cierto número de monedas con intervalos de tiempo determinados» que denominaron «autocajero». Con ella pretendían fomentar el ahorro, y consistía en una caja de caudales dotada de un mecanismo de relojería que, a una hora programada, abría una trampilla por donde dejaba caer la cantidad de monedas necesarias para el gasto diario de un núcleo familiar. Se contemplaba su uso futuro en comercios, pequeñas industrias o en el pago de salarios, lo cual ha motivado que se considere un precursor de los cajeros automáticos. De cara a la comercialización de esta y otras posibles invenciones, los dos empresarios crearon la Sociedad Mercantil Regular Colectiva Brunton y Anaya, con un capital inicial de 3000 pesetas.
En paralelo a aquello, Anaya Amorós tomó la iniciativa de levantar su propia fábrica, que portaba su nombre y estaba entregada al hilado de sacos y capachos de esparto. La experiencia contraída en dos años de producción se materializó en abril de 1915 en su primera patente en solitario, «Perfeccionamientos introducidos en la confección de sacos», a la que siguieron otras dos en septiembre y octubre también relacionadas con la mejora del aprovechamiento textil de la fibra vegetal. Algunos meses después, en junio de 1916, Brunton y Anaya ponen en práctica sus diseños del autocajero y convienen vender a la compañía de seguridad Arcas Gruber sus derechos de distribución en España. En esta época, los dos hombres gozan ya de cierto renombre como industriales, de manera que cuando en 1917 registran ante las autoridades competentes una innovación sobre la máquina de machacar esparto, se les concede la distinción de presentarla en la sede del Gobierno Civil de Barcelona. Muestra de esta significación social es asimismo la incorporación, en 1918, de Luis Anaya al grupo que debía redactar un informe sobre el trabajo del esparto y su comercialización para el ingeniero Juan Antonio Pérez-Urruti y Villalobos, quien debía presentarlo ante el I Congreso Nacional de Ingeniería programado para 1919 en Madrid.
La creatividad de Anaya Amorós aún le permitió concebir algunas ideas más que aplicar en su industria. La primera, que tenía por nombre «Procedimiento químico mecánico para la obtención de hilazas de esparto, sólo o en unión de otras fibras textiles», fue plasmada en una patente en 1919; la segunda estribaba en un boceto de telar que originó un prototipo, que sin embargo necesitaba de maquinaria no existente en España para ser funcional. Con el objetivo de solucionar esta carencia, se desplazó al Reino Unido y contactó con diversas empresas especializadas en dispositivos de hilado, como Fairbairn Lawson Combe Barbour Ltd. Fruto de negociaciones como esta, pudo finalmente hacer embarcar sus adquisiciones en Glasgow hacia Barcelona, desde donde llegaron a Cieza en ferrocarril, no sin antes haber reclutado antes a trabajadores experimentados de las fábricas algodoneras de la urbe catalana. El viaje a las islas británicas sirvió igualmente para encontrar inspiración para el diseño de la nueva vivienda que el empresario se hizo construir en el ensanche de Cieza. La conocida como Casa Anaya o Casa de las Brujas, basada en las country houses inglesas, fue concluida en 1923 y de inmediato albergó el domicilio social de su empresa.

### Crisis y recuperación
Pese al éxito de las operaciones de Luis Anaya, su empresas no pudieron evitar ser susceptibles a problemas estructurales como la debilidad de la industria textil española frente a la competencia extranjera, y ante el azote de una crisis sectorial recurrió en 1928 a la administración primorriverista, con la esperanza de que sus compañías fuesen declaradas «protegibles» y ello le permitiera acceder a subsidios y exenciones arancelarias a la importación de material técnico. Su solicitud fue aceptada y gracias a ello pudo recibir las mencionadas ayudas estatales y pedir un préstamo de 150 000 pesetas, si bien hubo de insistir en 1930 en cuanto al descargo de aranceles de importación, que justificaba en la ausencia en el mercado nacional de maquinaria específica para su negocio.
En junio de 1936 Anaya Amorós inscribía su última patente, de título «Un procedimiento de fabricación de filtro de materia textil para el prensado de aceite». Su factoría sobrevivió a las convulsiones de la guerra civil española, y para 1940 contaba ya con abundantes hiladoras distribuidas en varias naves en el Camino de la Estación de Cieza, una de ellas ocupada íntegramente por trenzadoras. En 1951 fallecía el empresario e inventor, legando a sus hijos una firma que, bajo el nombre de Sucesores de Luis Anaya Amorós, continuó en funcionamiento hasta 1970.